# Commerce de Marseille (линейный корабль, 1788)
Commerce de Marseille — французский 118-пушечный линейный корабль, головной корабль типа Océan. Построен на деньги, собранные по подписке среди коммерсантов Марселя (фр. don des vaisseaux).

## Конструкция
Commerce de Marseille на момент постройки превосходил размерами и вооружением любой аналогичный корабль любой морской державы. Типично для французских линейных кораблей, он имел для своего класса очень большую длину ватерлинии, что обеспечивало хорошую ходкость, и сравнительно высокий свободный борт, благодаря чему имел хорошую мореходность. При этом общая высота борта была ограничена, что улучшало остойчивость и снижало ветровой дрейф. Большая осадка увеличивала боковое сопротивление, что ещё больше снижало дрейф и позволяло ему ходить круче к ветру, чем например испанский Santisima Trinidad. Этот последний поражал воображение современников четырьмя деками и 144 пушками, за что флотская молва прозвала его «самым большим линейным кораблём», но фактически Commerce de Marseille и ему подобные французы заметно превосходили его как по водоизмещению, так и по весу залпа, хотя имели только три дека и 120−130 пушек.
В целом Commerce de Marseille был представителем нового класса «гигантов» среди трёхдечных кораблей, и явился новым достижением французских инженеров. Однако были типично французские особенности, которые не позволили ему достичь такой же известности, как всё та же Santisima или Victory.
Прежде всего, ради экономии в весе корпуса, он имел сравнительно тонкий борт и ме́ньшие толщины набора. Такой корпус позволял установить более тяжёлую артиллерию, особенно на гон-деке (французские 36-фунтовые пушки фактически были ближе к британским 40-фунтовым) и выдерживать артиллерийский бой, но быстро расшатывался при длительной службе в море. Кроме того, он был подвержен перегибу, который нарастал тем скорее, чем больше корабль проводил времени вне порта. Далее, есть физический предел, до которого можно довести общую прочность деревянного корпуса при заданной нагрузке. Commerce de Marseille и собратья вплотную подошли к нему, и исчерпанный запас прочности компенсировали, снижая коэффициент запаса.
Кроме конструктивных, были и чисто исторические особенности. Среди них главная — метод использования Францией своего флота, состоявший в вылазках из баз и прорывах блокады. Расчёт был на то, что линейный флот Франции сможет создать временное превосходство на одном участке и разбить противника (британцев) по частям. При этом корабли не проводили в море много времени, и лёгкая конструкция себя оправдывала. Но стратегически это означало уступку инициативы, а организационно — слабость подготовки команд, просто не имевших шансов набрать достаточно опыта. В итоге расчёт не оправдался, и кораблям не представилось случая проявить свои качества. Судьба Commerce de Marseille в этом смысле характерна для всего французского флота.

## Служба

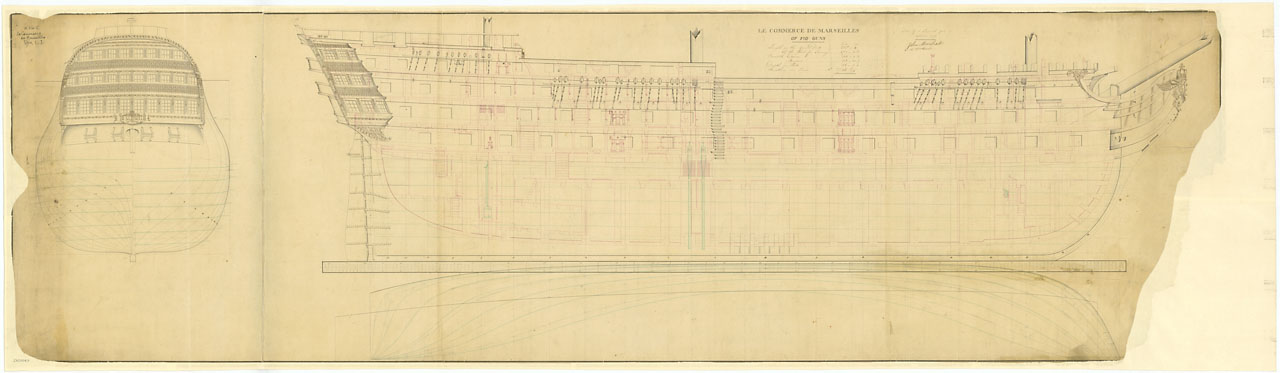
Чертежи захваченного Commerce de Marseille, 1796

В 1793 году во время осады Тулона попал в руки англичан. Ушёл с британской эскадрой во время эвакуации Тулона. Зачислен в британский Королевский флот как HMS Commerce de Marseille. Классифицирован как 120-пушечный линейный корабль 1 ранга.
По прибытии в Плимут был обследован, и традиционно были изготовлены чертежи. Благодаря упомянутым качествам, конструкция вызвала в Британии большой интерес, о чем свидетельствует хотя бы последующая попытка скопировать его обводы. Но было и разочарование. Оказалось, что корабль слишком слаб корпусом для жёстких требований британской службы в море, и как ни велик был соблазн иметь ещё один корабль 1 ранга, он не пополнил собой линейный флот.
С течением времени проявился и перегиб (англ. hogging): длинный корпус показал, помимо малой прочности, также недостаточную жёсткость. Точнее — искривление корпуса от неравномерного проседания оконечностей. Меньшая плавучесть носовой и кормовой оконечностей по сравнению с широкой средней частью вела к их «обвисанию»: со временем палуба приобретала заметный горб. Поддержание корабля в форме стало экономически не оправдано.
Некоторое время использовался как транспорт снабжения. На пути в Карибское море попал в сильный шторм, причинивший значительные повреждения, после чего с трудом вернулся в Портсмут. В Портсмуте корабль перестроили в блокшив, в каковом качестве он и находился до самого списания. В 1802 году разобран.